# ペク・スンヒョン
ペク・スンヒョン（백승현、1975年3月1日 - 旧暦：1975年1月19日）は大韓民国の俳優である。
中央大学校　芸術学部　演劇学科出身。
2000年SBS 9期公開採用（公採）タレントでデビューした。

## 来歴・人物
1975年3月1日生まれ。釜山広域市出身。2000年SBS (韓国) 9期公開採用（公採）タレントでデビュー。
一人っ子で育ち、子どもの頃は体が弱かったのでテレビや映画が好きだった。釜山の進学校から外国語大学に進み、在学中にボストンに語学留学。ニューヨークでミュージカルを観て強く感銘を受け演劇を志す。帰国後外国語大学を中退し、中央大学校芸術学部演劇学科に入学し直した経歴を持つ。英語にも堪能。演劇学科時代に小津安二郎監督の映画を研究したため、ひらがなが少し読み書きできる。特技はパントマイム、声帯模写。趣味は映画鑑賞、読書。書評、映画・音楽評論などの執筆も手掛ける。2009年SBS演技大賞スペシャルドラマ部門で助演男優賞を受賞、注目を集める。デビュー当時からその演技力と適応力でプロデューサーや制作スタッフから評価を得ている。
2012年SBS水木ドラマ「ファントム（原題：幽霊）」で「カインとアベル」（SBS 2009）で共演したソ・ジソブと再共演し再び話題を集めた。「蒼のピアニスト」に検事役で出演。「大風水」(SBS　2012-2013)では実在した学者・政治家　鄭道伝役を演じる。
短編映画「A Good Day」で主人公を演じ2012年大鐘短編映画祭　一般部門　男性演技賞受賞。2013年後期に公開予定のキム・ジェス監督の居昌民間人虐殺事件を題材とした独立系映画「清野（チョンヤ）」に出演。

## 出演作品

### テレビドラマ
- SBS　怪しい家政婦　（수상한 가정부）（2013） - キム課長役
- SBS　主君の太陽　(주군의 태양) (2013) - チ・サンウ役
- SBS　大風水（대풍수）(2012 - 2013) - 鄭道伝役
- SBS　蒼のピアニスト（5本の指）(다섯 손가락)(2012) - 検事役
- SBS　ファントム〜幽霊（유령）(2012) - カン・ウンジン博士役
- SBS　私の人生、恵みの雨（내 인생의 단비）(2012) - クォン・ヒョンソク役
- SBS　ミスおばさん（미쓰 아줌마）(2011) - ナ・サンジェ役
- SBS　恋せよシングルママ（내사랑 내곁에）(2011) - マ・ジュンギ役
- SBS　私に嘘をついてみて（내게 거짓말을 해봐）(2011) - アジョンの見合相手役(特別出演)
- SBS　シティーハンター in Seoul（시티헌터）(2011) - パク・ホシク役
- SBS　マイダス（마이더스）(2011) - アン・ジャンス役
- SBS　サイン（싸인） (2011) - イ・チョロン役　(特別出演)
- SBS　女を知らない（여자를 몰라）(2010) - キム・ジヌ役
- SBS　美しき人生　(2010) -　ケンカする男役
- SBS　検事プリンセス　（2010年）-　キム・ドンソク役
- SBS　カムバックマドンナ　私は伝説だ　(2010) -　スーパー職員役
- SBS　迷わないで （망설이지마）(2010) - キム・ビョンス（ソナの元恋人）役
- SBS　華麗なる遺産（찬란한 유산）(2009) - イ・ジュニョン店長役
- TvN　ミセスタウン　夫が死んだ（미세스타운 남편이 죽었다）(2009) - チョ・ジェドク役
- SBS　クリスマスに雪は降るの？（2009）- 科長役
- SBS　カインとアベル（카인과 아벨）(2009) - チェ・チス役
- SBS　鴨緑江はながれる　(2008)
- SBS　ガラスの城　(2008)
- SBS　一枝梅（2008年）
- SBS　その女が恐ろしい　(2008)
- SBS　黄金の新婦　(2007)
- SBS　外科医ポン・ダルヒ（외과의사 봉달희）(2007) - キム・ヒョンビン役
- SBS　糟糠の妻クラブ　(2007)　精神科医役、サマーキャンプ・リーダー役
- SBS　淵蓋蘇文　（연개소문）(2006) - 文武王役
- KBS　黄金のりんご（황금사과）(2006) - サンテク役
- SBS　90日、愛する時間(2006) - マンションの隣人役
- SBS　野の花（들꽃）　(2005) - ホ・ジェギ役
- SBS　オンリーユー（英語版）(2005) - ナ・マノ（2番シェフ）役
- SBS　名家の娘ソヒ　（토지）(2004 - 2005) - トゥリ役
- MBC　英雄時代（영웅시대）(2004)
- SBS　オールイン（올인）　(2001) - ヤン・シボン役
- SBS　遠い路（먼길）(2001) - 靴屋の店員役
- SBS　華麗なる時代（화려한 시절줄리엣의 남자）　(2001) - イ・テシク役
- SBS　ジュリエットの男（줄리엣의 남자）　（2000）
- SBS　チョアチョア（좋아 좋아）(2000) - ユ・ヒョンドク課長代理役

### 映画
- 清野（청야）2013年　ホン・カンシク役
- A GOOD DAY (좋은날) 2012年　ジェホ（主人公）役
- 誰が海辺できままに花火を上げるのか（누가 해변에서 함부로 불꽃놀이를 하는가）(2008)　父親役
- 二つの恋と砂時計（키다리 아저씨）(2005) . ヒョンジュンの友人1役
- Who's Got the Tape?（어깨동무）　(2004). ビョンチャン役
- 男性の証明（남성의 증명）　(2004)

## 外部サイト
- Cyworld（韓国語）
- 公式サイト（韓国語） [リンク切れ]